# Битва при Хомсе (1260)
Первая битва при Хомсе — сражение 11 декабря 1260 года (5 мухаррама 659 г. х.) близ города Хомс (Сирия), в котором монгольская армия была разбита объединёнными силами сирийских айюбидов и мамлюков Халеба.

## Предыстория
После победы над монголами при Айн-Джалуте (3 сентября 1260 года) мамлюкский султан Кутуз подчинил своей власти Сирию. Правителем Халеба он поставил ас-Са‘ида Ала ад-Дина, сына атабека Бадр ад-Дина Лулу, а Дамаск отдал в управление Санджару аль-Халаби. Узнав о гибели Кутуза (23 октября 1260 года), Санджар отказался подчиняться новому правителю Бейбарсу и провозгласил себя султаном Сирии. В то же время мамлюкские эмиры Халеба из фракций Насирия и Азизия сместили ас-Саида Ала ад-Дина и выбрали правителя из своей среды, Хусам ад-Дина Лачина аль-Джукандара аль-Азизи.
2 декабря к Халебу подошла монгольская армия под командованием Байдара, военачальника, уцелевшего в битве при Айн-Джалуте. Предположительно, этот набег не был санкционирован Хулагу, а состоялся по инициативе монгольских командующих, находившихся на правом берегу Евфрата. Лачин и другие мамлюкские эмиры покинули Халеб и двинулись на юг к Хаме, где объединили силы с местным айюбидским маликом аль-Мансуром II. Соединённые силы проследовали к Хомсу, где договорились с Айюбидом аль-Ашрафом совместно противостоять приближающимся монголам. Последние, тем временем, найдя Халеб покинутым войсками противника и оставив там своего шихнэ (наместника), обошли Хаму и приблизились к Хомсу.

## Битва
6 тысяч монгольских всадников подошли к Хомсу, где встретили войска правителя города аль-Ашрафа Мусы, соединённые с силами аль-Мансура из Хамы и халебских мамлюков во главе с Хусам ад-Дином Лачином аль-Джукандаром. Войска союзников насчитывали 1400 человек. Монгольские войска выстроились в несколько эскадронов (араб. мн. ч. атлаб, ед. ч. тулб) — передовой в 1000 всадников, за ним ещё несколько неизвестной численности. Аль-Ашраф, по-видимому, осуществлявший общее командование мусульманскими силами, свёл их в один тулб. Командующий находился в центре войска, справа от него аль-Мансур, слева — алеппские эмиры.
По сообщению источников, противники столкнулись близ гробницы Халида ибн Валида, расположенной примерно в 1500 м к северу от цитадели Хомса. В точности неизвестно, насколько далеко от гробницы состоялась битва. Местность к северо-востоку от захоронения арабского военачальника представляет собой пологий склон, поднимающийся с запада к востоку и подходящий для конного сражения.
Монголам мешали туман и солнце, и согласованная атака мусульманского войска была успешной. Байдар и часть его воинов бежали с поля боя, преследуемые противником. Успеху мусульман способствовало появление в монгольском тылу отрядов Замиля ибн Али, крупного вождя бедуинов северной Сирии. Множество монголов было убито или захвачено в плен. Среди пленённых был юноша по имени Китбуга, который был зачислен в мамлюкскую гвардию эмира Калауна, а позднее (1294) стал султаном Египта.

## Значение
Несмотря на относительно небольшую численность войск участвовавших в битве, победа мусульман имела большое значение. Поздние мамлюкские авторы утверждают, что эта победа была более значимой, чем триумф при Айн-Джалуте, так как при Хомсе мусульмане смогли победить, находясь в численном меньшинстве.